# Акампаменто (Потенца)
Акампаменто (итал. Accampamento) је насеље у Италији у округу Потенца, региону Базиликата.
Према процени из 2011. у насељу је живело 60 становника. Насеље се налази на надморској висини од 633 м.